# Regnum Carantanum
Regnum Carantanum (tudi Regnum Carentanum, Charentariche, Charintariche ali Karenteriche, dobesedno Karantansko kraljestvo) je bilo med letoma 876 in 887 (ali celo do devetdesetih let 9. stoletja) posebno gospostveno območje (regnum) Arnulfa Koroškega, ki je zajemalo vsaj področje Karantanije, grofije ob Savi (predhodnice Kranjske), Zgornje Panonije in Spodnje Panonije. Gospostveno  območje, katerega središča so bila Blatenski kostel in območje Krnskega gradu, je spadalo v sklop Vzhodnofrankovskega kraljestva, vendar je predvsem med letoma 882 in 887 delovalo skoraj povsem neodvisno od njega.

## Regnum
V popularnem zgodovinopisju se razširja zmotna ideja, da je bil Regnum Carantanum samostojno kraljestvo slovenskih prednikov, saj so se v frankovskem imperiju dejansko pojavili trije tipi regna. Prvi tip označuje celoten frankovski imperij, drugi tip označuje frankovsko podkraljestvo (npr. Regnum Francorum orientalium), tretji tip pa politično in regionalno entiteto, ki so ji ime izbrali lokalni prebivalci; prvima dvema tipoma regna so vladali kralji (rex), tretjemu tipu pa so lahko vladali kraljevi sinovi (s titulo kralja ali brez nje) ali celo princi, ki niso bili iz kraljeve družine. Ena od najbolj znanih regna tretjega tipa je bila tedaj Bavarska, kjer je Ludvik Nemški med letoma 830 in 833 celo uporabljal naslov rex Baioariorum (bavarski kralj), približno v istem času pa je obstajal tudi regnum in Orientali Francia.
Zgodovinar Bogo Grafenauer izraz regnum le v navednicah prevaja kot »kraljestvo« in zgodovinar Peter Štih je pokazal, da se Arnulf v listinah iz let 880-886 še naprej navaja le kot vojvoda (dux). Arnulfov regnum torej nosi tipične značilnosti tretjega tipa regna. Namesto, da bi govorili o kraljestvu, moramo to poimenovanje razumeti kot izraz za deželo z določeno stopnjo avtonomije (provincia, regio, patria).

## Vzroki nastanka Karantanskega regnuma
Karoling Karlman ni imel zakonitih sinov, ampak le nezakonskega sina Arnulfa, ki mu je poskušal omogočiti čim boljše možnosti za družbeni vzpon: omogočil mu je, da so mu Franki priznali fiktivni status polnopravnega Karolinga, tako da je dobil tudi naziv sin iz kraljevske družine (filius regalis). Zagotovitev lastnega regnuma prav tako spada med tovrstne poskuse. Naslednji razlog za nastanek obsežnega Karantanskega regnuma je razdrobljenost vzhodnofrankovskega kraljestva, v katerem po smrti Ludvika Nemškega ni več obstajala močna enotna avtoriteta, ampak je bila oblast razdeljena med kraljeve tri sinove: Ludvik Mlajši je zavladal Frankovski in Saški, Karel Debeli Alemaniji in Alzaciji, med tem ko je Arnulfov oče Karlman postal kralj na Bavarskem, v Panoniji in v Karantaniji in mu nihče ni mogel preprečiti podpore Arnulfu. Vzroki, ki so okrepili Karantanski regnum so gotovo tudi domače narave - vzhodnoalpsko slovansko prebivalstvo je bilo dovolj močno tudi v višjih družbenih slojih, da je lahko stekel proces, v marsičem soroden nastajanju plemenskih vojvodin.

## Zgodovina Karantanskega regnuma
Čeprav je kralj Karlman leta 876 zavladal nad Bavarsko, Karantanijo in Panonijo, je že leta 876 Karantanijo in Panonijo dodelil kot regnum za svojega nezakonskega sina Arnulfa. Ko je Karlman leta 880 umrl, je Karlmanov brat Ludvik III. nečaku Arnulfu še naprej pustil njegov regnum. Le-ta je obsegal območje Karantanije, Zgornje in Spodnje Panonije ter grofijo ob Savi. Čeprav je Karlman upravljanje Karantanije, področja ob zgornji Savi, Panonije in Slavonije leta 876 prepustil Arnulfu, ni mogoče potrditi, da je Slavonija pred letom 884 bila del Karantanskega regnuma. Še več: najkasneje leta 884 na področju kasnejšega kajkavskega govora med Dravo in Savo, to je na južnem koncu Panonije, kjer je nekoč vladal tudi Ljudevit Posavski , vlada knez Braslav (dux Brazlavo)., ki je imel celo svoj lasten klientelni regnum. Darovnice, s katerimi je imel v letih 876-888 opraviti diakon Gundbato, kažejo, da je imel Arnulf v Karantanskem regnumu celo kraljevske prerogative podeljevanja fevdov, kar kaže na notranjo samostojnost tega območja. 
Po smrti strica Ludvika III. leta 882 se je Arnulfov položaj še okrepil, saj je najkasneje v tem času postal zelo dejaven v bavarski politiki, kjer je tega leta že nastopal tudi kot bavarski voditelj (princeps Baiovariorum). Na dvig regnuma v tem času kaže tudi dejstvo, da se poleg Bavarske omenja tudi Karantanija, poleg Bavarcev pa tudi Slovani. V letih med 882 in 887 se enkrat omenja tudi Regnum Arnulfi, kjer pa hkratno omenjanje Bavarcev in Slovanov daje slutiti, da gre za novi regnum, ki vključuje tako Bavarsko kot Karantanski regnum. Arnulf v tem času v odnosu do frankovskega kraljestva doseže skoraj popolno notranjo in zunanjo samostojnost: sam podeljuje kraljeve posesti, sam imenuje upravitelje pokrajin, se na lastno pest vojskuje z velikomoravskim knezom Svetopolkom in z njim neodvisno od ostalih Frankov sklepa premirje. Karantanski regnum in bavarsko-karantanski Regnum Arnulfi sta leta 887 omogočila, da se je na državnem zboru v Triburu/Trieru pojavil tudi Arnulf z vojsko Bavarcev in karantanskih Slovanov in osvojil frankovsko oblast. Ker je Arnulf odtlej nastopal kot frankovski vladar, lahko o regnumih po letu 887 govorimo le še pogojno. 
Zunanja politika Karantanskega regnuma ni bila povezana le z bojem za frankovski prestol, ampak tudi s spori z Velikomoravsko in z Madžari. Osamljeni in ambiciozni Arnulf, ki se je moral ukvarjati predvsem s politiko do ostalih Frankov,  je bil na udaru predvsem na vzhodnem območju regnuma- to je v Zornji Panoniji in Spodnji Panoniji,  kjer so Velikomoravci iskali povod za spopad. Leta 871 je Ludvik Nemški za mejnega grofa v Zgornji Panoniji postavil nekega Arba. Sinovi prejšnjih mejnih grofov so tej neobičajni spremembi nasprotovali, zato se je Arbo v strahu pred nasiljem obrnil na frankovskega vladarja in tudi na Svetopolka, kneza Velikomoravske, kateremu je kot talca na njegov dvor poslal lastnega sina, Velikomoravci pa so pod prejšnjima mejnima grofoma veliko pretrpeli in so potrdili pripravljenost na pomoč. Moravani so zato pričeli pustošiti po Zgornji Panoniji, uporni sinovi nekdanjih mejnih grofov, ki so bili zaradi izgona Arba v nemilosti pri vladarju, pa so prebegnili k Arnulfu. Ta jim je ponudil pomoč. Proti Velikomoravcem se je povezoval tudi z Bolgari. Svetopolk je zbral vojsko in se v letih 882-884 zelo uspešno bojeval z Arnulfom: Panonija je bila opustošena, mnogi tlačani pobiti, voditelji bodisi odvedeni v ujetništvo bodisi iznakaženi in zatem vrnjeni (nekaterim so odsekali roko, drugim jezik, tretjim spolovila).
Arnulfova podpora ubežnim sinovom je pomenila upor proti svojemu vladarju, zato sta frankovski in velikomoravski vladar postala geografska in politična zaveznika proti Arnulfu, kar je leta 884 privedlo do sporazuma med njima. V vojni Svetopolk Panonije vseeno ni povsem zavzel, je pa v njej zelo verjetno pridobil velike posesti, ki so bile potrjene z mirovno pogodbo. Arnulf je mir sklenil šele leta 895, kar kaže kako veliko avtonomijo si je privoščil. Ko je Arnulf postal frankovski vladar, se je Velikomoravcem maščeval tako, da je leta 892 kot svoje zaveznike v boju proti Velikomoravcem poklical Madžare; ko je leta 894 Svetopolk umrl, pa je do preobrata prišlo pri Madžarih, ki so prav tega leta vdrli v Panonijo.
Leta 862 ali 863 so Madžari napadli Vzhodne Franke, 881 pa so se pri Dunaju spopadli z Bavarci; morda je v obeh primerih šlo za politične povezave z Velikomoravci, saj je leta 862 prišlo do koalicije med Velikomoravci in Karlmanom proti ostalim Frankom, dogodki leta 881 pa so lahko neposredno povezani z začetkom moravsko-karantanske vojne. Če so se leta 892 Madžari kot Arnulfovi zavezniki bojevali proti Velikomoravski, so se leta 894 obrnili proti Arnulfu. Da bi se ubranil pred madžarskim navalom, se je Arnulf obrnil na vazalnega slavonskega kneza Braslava. S tem je bilo iz območja (nekdanjega) Karantanskega regnuma izločeno prvo večje področje. Leta 899 je Arnulf umrl, leta 898 ali 899 pa so Madžari preko današnjega slovenskega ozemlja že vpadli v Italijo.; najkasneje leta 900 so Madžari Panonijo povsem opustošili in zasedli.
Vzroki, da so bili panonski predeli Karantanskega regnuma tako hitro izgubljeni, so številni. Glavni notranji razlog je izčrpanost v preteklih spopadih. Spodnja Panonija je bila konfliktno področje že za Koclja, v letih med 882 in 884 pa je področje Zgornje in Spodnje Panonije opustošila velikomoravska vojska, ki je zajela ali pohabila velik del vojske in plemstva. Splošni razlog za šibkost Frankov proti Madžarom je bil, da številna mesta in gradišča niso imela dovoljenja za utrditev. Madžari pa so v Evropo prinesli uporabo konjskega stremena, ki ga Evropejci dotlej niso poznali, in ki je omogočalo spretno premikanje na plemenitih jahalnih konjih, nenadne napade, hlinjenje pobegov in pripravljanje zased, zato so Madžari kot konjeniško ljudstvo zlahka obvladali panonske stepe.

## Pomen Karantanskega regnuma za vzhodnoalpske Slovane
Z vključitvijo vzhodnoalpskih Slovanov v frankovski politični prostor se je etnična zavest Karantancev  razširila na področje Panonije in nekdanje Karniole - to je na vse ozemlje Alpskih Slovanov. Ko je Karlman leta 862 prevezel oblast nad Vzhodno prefekturo, jo je imenoval za karantansko, v virih pa se poleg Bavarcev/Noričanov vse pogosteje omenjajo tudi Slovani; prenovljena in predrugačena karantanska etnična zavest med vzhodnoalpskimi Slovani je v zahodnem delu nekdanjega Karantanskega regnuma vztrajala še nekaj stoletij. Karlmanova in Arnulfova vladavina sta pomagali okrepiti prenovljeni karantanski etnos. Grafenauer Bogo v povezavi s tem pravi: 
Plast nemških fevdalcev v slovenskih pokrajinah je bila še preslaba, da bi tem pokrajinam vladala sama brez močnejše opore v domačih višjih slojih. Še celo potrebovala pa je širšo pomoč slovanskega prebivalstva pri svojih bojih zoper osrednjo državno oblast. To pa je odprlo pot razmeroma močnemu vplivu višjih slovanskih družbenih slojev na splošno smer razvoja slovenskih pokrajin, zlasti ker so se njihove težnje pri tem povsem ujemale s težnjami nemških fevdalcev in pokrajinskih poglavarjev.